# Odontobunus longipes
Odontobunus longipes is een hooiwagen uit de familie echte hooiwagens (Phalangiidae).